# Małozorek zielony

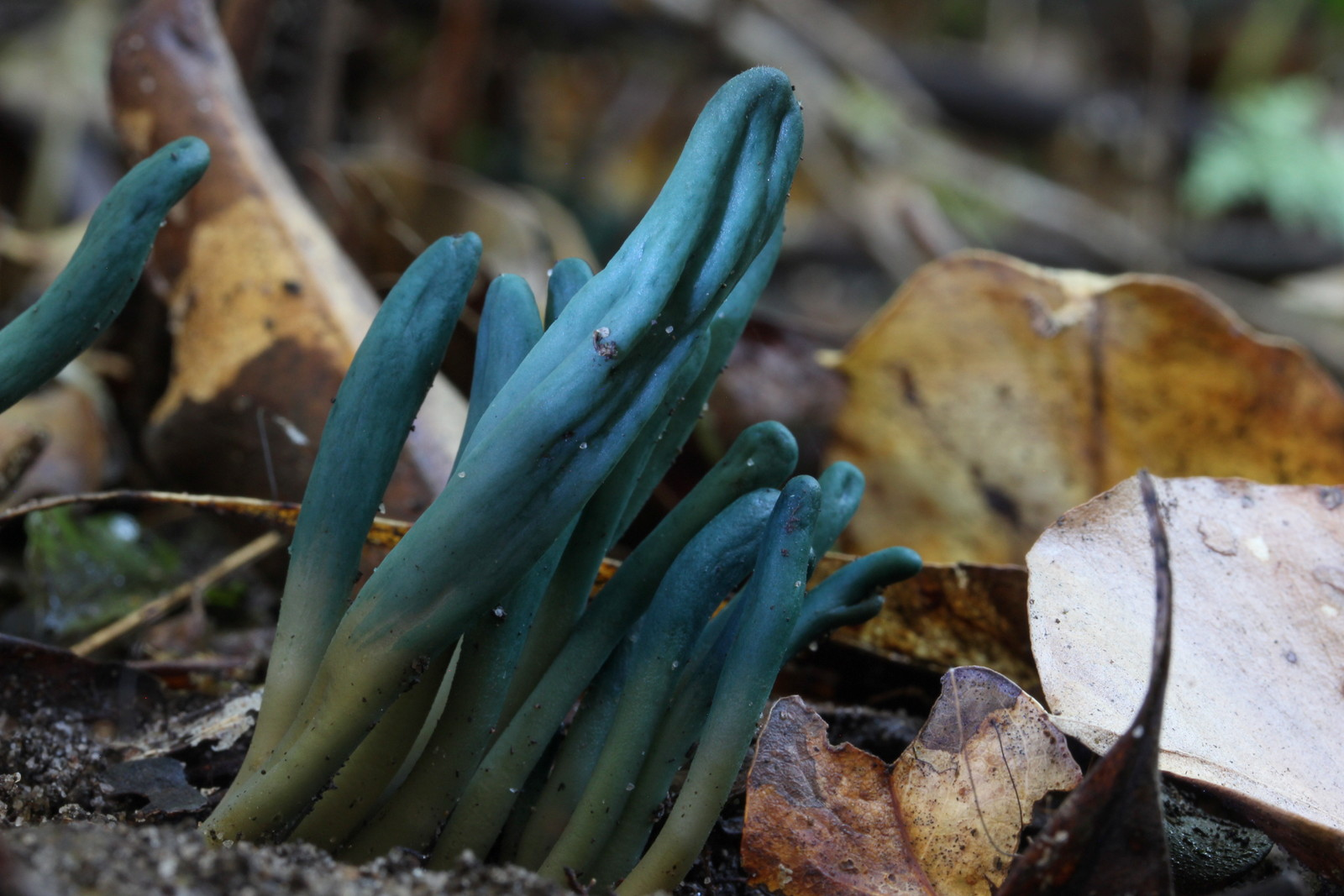

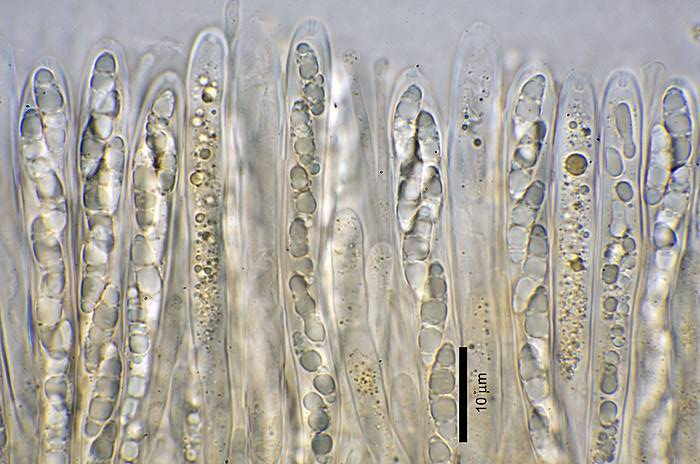
Worki

Małozorek zielony (Microglossum viride (Schrad. ex J.F. Gmel.) Gillet) – gatunek grzybów należący do rodziny patyczkowatych (Leotiaceae).

## Systematyka i nazewnictwo
Pozycja w klasyfikacji według Index Fungorum: Microglossum, Leotiaceae, Leotiales, Leotiomycetidae, Leotiomycetes, Pezizomycotina, Ascomycota, Fungi.
Po raz pierwszy opisali go w 1792 r. Heinrich Adolf Schrader i Johann Friedrich Gmelin, nadając mu nazwę Clavaria viridis. Obecną, uznaną przez Index Fungorum nazwę nadał mu Claude-Casimir Gillet w 1879 r. Ma 13 synonimów.
Nazwa polska na podstawie opracowania M.A. Chmiel.

## Morfologia
Owocnik
Wysokość 15–45 mm. Składa się z wyraźnie określonej, spłaszczonej główki i trzonu. Główka ma wysokość 6–26 mm i szerokość 1–6 mm, początkowo jest cylindryczna, nieco spłaszczona z centralnym, podłużnym rowkiem. Powierzchnia naga o barwie od jasno do ciemnozielonej. Trzon ma długość 9–21 mm i szerokość 1–3 mm, początkowo jest cylindryczny, jasnozielony i nagi z ciemniejszymi, zielonymi kępkami i łuskami, z czasami staje się ciemnozielony, w końcu i mniej lub bardziej nagi. Miąższ białawy do zielonkawego, niezmieniający barwy po pokrojeniu.
Cechy mikroskopowe
Zarodniki 17–22 × 4–5 µm, wrzecionowate do kiełbaskowatych, gładkie, lekko zakrzywione z 3–5 gutulami (pozornie wydaje się, że mają przegrodę, ale jest ona trudna do zdefiniowania). W KOH są szkliste. Worki 8-zarodnikowe, ich końce są niebieskie w odczynniku Melzera. Parafizy nitkowate o wierzchołkach maczugowatych lub prawie główkowatych, o szerokości 1–2 µm, w KOH o barwie od szklistej do zielonkawej.
Gatunki podobne
Małozorek szarozielony (Microglossum griseoviride). Odróżnia się szarozielonym kolorem, cieńszymi workami i nieco mniejszymi zarodnikami (o wymiarach 16–20 × 4–5 µm).

## Występowanie i siedlisko
Znane jest występowanie małozorka zielonego w Europie, Azji, Ameryce Północnej i Południowej, Australii i na Nowej Zelandii. W Polsce do 2020 r. podano 13 stanowisk, ale już historycznych, oraz dwa błędne lub wątpliwe. Znajduje się na Czerwonej liście roślin i grzybów Polski. Ma status V– gatunek narażony, który zapewne w najbliższej przyszłości przesunie się do kategorii wymierających, jeśli nadal będą działać czynniki zagrożenia. W latach 1995–2004 i ponownie od roku 2014 gatunek ten objęto ochroną częściową bez możliwości zastosowania wyłączeń spod ochrony uzasadnionych względami gospodarki rolnej,
leśnej lub rybackiej.
Prawdopodobnie jest grzybem saprotroficznym. Rośnie na gliniastych glebach w cienistych i wilgotne lasach liściastych (zwłaszcza w buczynach i łęgach), rzadziej w lasach mieszanych lub
borach, często wśród wątrobowców i mchów w dolinach strumieni lub na źródliskach. Czasami spotykany także na wilgotnych łąkach na skrajach lasów i na śródleśnych przydrożnych skarpach. Owocniki tworzy głównie od sierpnia do października.